# Resolució 1284 del Consell de Seguretat de les Nacions Unides
La Resolució 1284 del Consell de Seguretat de les Nacions Unides fou adoptada el 17 de desembre de 1999. Després de recordar les resolucions pertinents anteriors sobre Iraq, incloses les resolucions 661 (1990), 687 (1991), 699 (1991), 707 (1991), 715 (1991), 986 (1995), 1111 (1997), 1129 (1997), 1143 (1997), 1153 (1998), 1158 (1998) i 1175 (1998), 1210 (1998), 1242 (1999) i 1266 (1999), el Consell va establir la Comissió de Seguiment, Verificació i Inspecció de les Nacions Unides (UNMOVIC) per substituir la Comissió Especial de les Nacions Unides (UNSCOM). Va ser l'última resolució adoptada el 1999.
La resolució 1284 va ser aprovada per 11 vots contra cap en contra i quatre abstencions de la Xina, França, Malàisia i Rússia. L'Iraq va rebutjar la resolució, particularment perquè no va complir el seu requeriment per a l'aixecament de les sancions imposades en 1990. Malgrat l'adopció de la resolució, no va donar lloc al retorn dels inspectors d'armes de les Nacions Unides ni a les modificacions del programa humanitari.

## Resolució

### Observacions
El Consell de Seguretat va recordar les disposicions de la Resolució 715 que aprovava els plans del Secretari General de les Nacions Unides i del Director General de l'Organisme Internacional d'Energia Atòmica (OIEA) per a un futur seguiment continu i verificació del programa d'armes iraquià. Va recordar la intenció que l'Orient Mitjà estigui lliure d'armes de destrucció massiva i per una prohibició global de l'ús d'armes químiques. A més, estava preocupada per la situació humanitària a l'Iraq i que no tots els béns i refugiats procedents de Kuwait havien tornat. L'Iraq havia avançat per complir amb la Resolució 687, però encara no existien les condicions per al Consell d'aixecar les prohibicions d'aquesta resolució.

### Actes
La resolució 1284 es dividia en quatre seccions, totes elles aprovades sota el Capítol VII de la Carta de les Nacions Unides que feia les disposicions aplicables legalment.

#### A
En la primera part de la resolució, el Consell de Seguretat va establir la UNMOVIC i assumiria les responsabilitats de la UNSCOM. Va exigir a l'Iraq que permetés a UNMOVIC accés immediat, incondicional i sense restriccions a qualsevol àrea, instal·lació, equipament, documents o persona determinats. Es va demanar al Secretari General Kofi Annan que nomenés un cap per UNMOVIC en 30 dies. Es va demanar que es presentés un pla organitzatiu per a la UNMOVIC en un termini de 45 dies, mentre que la UNMOVIC i l'OIEA es van dirigir a elaborar un programa de treball per a l'execució dels seus mandats en un termini de 60 dies a partir de l'inici de la seva tasca. Iraq seria responsable dels costos d'ambdós.

#### B
La secció B tractava la repatriació de ciutadans de Kuwait de països tercers de l'Iraq, i el Consell va recordar a l'Iraq que cooperés amb el Comitè Internacional de la Creu Roja en aquest sentit. Es va demanar al Secretari General que informés cada quatre mesos sobre els progressos realitzats en la repatriació dels nacionals kuwaitians o de països tercers (o les seves restes), i cada sis mesos sobre el retorn de propietats de Kuwait i dels arxius nacionals.

#### C
Es va permetre als països importar una quantitat il·limitada de petroli i productes derivats del petroli de l'Iraq d'acord amb el Programa Petroli per Aliments establert a la Resolució 986, on anteriorment s'havien limitat les importacions. Es va demanar al Comitè establert en la resolució 661 que nomenés un grup d'experts per aprovar contractes per accelerar l'exportació de petroli i productes derivats del petroli de l'Iraq. Per un període inicial de sis mesos, el Consell va suspendre les mesures relatives als pagaments efectuats per l'Iraq de 10 milions de dòlars EUA per les pèrdues i danys a Kuwait després de la invasió de Kuwait per part d'Iraq.
Es va demanar al Secretari General que maximitzés els avantatges dels acords establerts en la Resolució 986, inclosa la millora del programa d'ajuda humanitària per al poble iraquià, i que proporcionés actualitzacions diàries al dipòsit fiduciari. El Consell de Seguretat també va decidir que els vols de peregrinació Hajj estaven exclosos de les disposicions de les resolucions 661 i 670. Va demanar també a Iraq que assegurés que tots els subministraments de socors es distribuïssin correctament, especialment als grups vulnerables, i que continuessin treballant en el desminatge. A més, es va demanar al Secretari General que establís un grup d'experts per esbrinar com es podria augmentar la producció petroliera de l'Iraq, per exemple, contractant amb petrolieres estrangeres.

#### D
La resolució va concloure amb el Consell que afirmava que si Iraq complia amb UNMOVIC, l'OIEA i les resolucions del Consell de Seguretat, que podria suspendre la prohibició de la importació de mercaderies i productes originaris a l'Iraq i les prohibicions contra la venda, subministrament i lliurament de mercaderies civils i productes a l'Iraq, amb excepció de les excepcions descrites en la Resolució 687 per un període de 120 dies. Si l'Iraq no cooperés, les prohibicions es reimposarien cinc dies després de rebre informes del president executiu de la UNMOVIC i el director general de l'OIEA.